# La Ladrillera
El yacimiento arqueológico de La Ladrillera se localiza a 500 metros al norte del núcleo urbano de Aroche (Provincia de Huelva, España) y ocupa una extensión aproximada de 18 hectáreas. Es Bien de Interés Cultural, con categoría de zona arqueológica.
Nos encontramos ante un yacimiento hispanomulsumán cuyos restos más antiguos datan del siglo IX d. C. y que finalizaría alrededor de la primera mitad del siglo XI d. C., con un fuerte sustrato hispanorromano con dedicaciones metalúrgicas. 
La importancia de este yacimiento hispanomusulmán, se debe a la presencia en el mismo de un fuerte sustrato hispanorromano con dedicaciones metalúrgicas, anómalas en el mundo hispanomulsumán, que sólo puede comprenderse como la perduración de las técnicas romanas a partir de una población indígena. Se trata además de uno de los escasos restos hispanomulsumanes de fecha temprana que cuenta con alguna documentación arqueológica, por lo que puede aportar datos muy interesantes para el estudio de este período. 